# Klug Gretelein
Klug Gretelein, op. 462, är en vals av Johann Strauss den yngre. Den spelades första gången den 18 april 1895 i Gyllene salen i Musikverein i Wien. 

## Historia
I januari 1895 firade Gesellschaft der Musikfreunde 25-årsminnet av byggandet av konserthuset Musikverein. I firandet ingick en festkonsert i Gyllene salen den 18 april. Capelle Strauss, under Eduard Strauss ledning, framförde ett varierat program med flera solister och han bidrog även med musik till den Jubileumsbal som följde efteråt. Konserten själv avslutades med premiären av en vokalvals som Johann Strauss hade komponerat för konserten, och till vilken författaren Alfred Maria Willner (med vilken Strauss senare skulle arbeta tillsammans med i operetten Die Göttin der Vernunft 1897) hade skrivit en sagotext. I sista minuten blev sopranen Paula Mark (solist vid Wiener Hofoper) sjuk och fick ersättas av konsertsångerskan Olga Türk-Rohn. Valsen dirigerades av Johann Strauss personligen och mottog beröm för dess glimrande orkestrering. Förvånande nog fann den aldrig en plats i sångrepertoaren på samma sätt som kompositörens tidigare vokala konsertvals Frühlingsstimmen (op. 410) hade gjort. Inte heller den orkestrala versionen av Klug Gretelein åtnjöt mer än en kortare sejour i Straussorkesterns repertoar.
Förlaget "Emile Berté & Cie" publicerade utgåvor av valsen för stor orkester, salongsorkester, blåsorkester, solopiano samt för röst och piano. Framsidan till de första upplagorna av klaverutdraget var målade av Franz von Bayros (1866-1924). 1894 hade Bayros målat tavlan "Ein Abend bei Johann Strauss" (En afton hos Johann Strauss), vilken Johanns hustru Adèle hade beställt som gåva till makens jubileum samma år, och i vilken Bayros inkluderade sitt eget självporträtt. Sommaren 1895 förlovade sig Bayros med Strauss styvdotter Alice. Paret gifte sig i februari 1896 men äktenskapet blev olyckligt och kort. Adèle Strauss blev så arg att hon beordrade att Bayros ansikte skulle målas över med ett annat anlete.
Trots att den tryckta utgåvan av Klug Gretelein publicerades utan dedikation, så finns det på kompositörens partitur en text med hans egen handstil: "Tillägnad Gesellschaft der Musikfreunde, April 1895. Johann Strauss". Manuskriptet avviker dessutom från den publicerade utgåvan. Uppenbarligen valde Strauss att döpa stycket till Klug Gretelchen snarare än Klug Gretelein och denna originaltitel står även i hans handstil på manuskriptet. Det är tydligt att styckets tryckta titel inte tilltalade Strauss då han ändrade på sin egen kopia av versionen för röst och piano genom att radera bort "ein" och skriva dit "chen". När Eduard Strauss spelade orkesterversionen av valsen i London den 11 juli 1895 annonserades stycket i pressen såsom "Clever Gretchen". Då orkesterversionen inte spelades i Wien förrän den 20 oktober 1895, då Eduard dirigerade den med samma titel ("Klug Gretchen") vid en av sina söndagskonserter i Musikverein, verkar det som om det engelska framförandet var urpremiären.

## Om valsen
Speltiden är ca 6 minuter och 10 sekunder plus minus några sekunder beroende på dirigentens musikaliska tolkning.

## Weblänkar
- Klug Gretelein i Naxos-utgåvan.